# Олдс, Робин
Робин Олдс (при рождении Роберт Олдис-младший, англ. Robert Oldys Jr.; 14 июля 1922 — 14 июня 2007) — бригадный генерал Военно-воздушных сил США, лётчик-ас Второй мировой войны. Считается самым выдающимся командиром американских лётчиков-истребителей во Вьетнамской войне, пропонентом идей агрессивной борьбы за господство в воздухе и культовой фигурой американской авиации в целом. Ежегодно в марте, на американских авиабазах по всему миру проводится «Марш Олдса», в котором участвуют все военнослужащие мужского пола, от генералов до рядовых техников наземного обслуживания.

## Начало карьеры
Робин Олдс родился в Гонолулу (Гавайи), но бо́льшую часть детства провёл в Хэмптоне, Виргиния. Его мать умерла, когда ему было четыре года, и Олдса воспитывал его отец, Роберт Олдс, лётчик Первой мировой войны и бывший помощник генерала Билли Митчелла, одной из самых значительных фигур в истории американской военной авиации.
Первый полёт Олдс совершил в возрасте 8 лет, он находился на заднем сиденье самолёта, который пилотировал его отец. В 12 лет он поставил своей целью поступление в военную академию Вест-Пойнт, чтобы стать офицером и военным лётчиком. Кроме авиации, другой его страстью был американский футбол. Олдс играл в школьной команде, выигравшей чемпионат штата Виргиния в 1937 году.
После окончания средней школы в 1939 году Олдс пошёл не в колледж, а в специальную подготовительную школу в Вашингтоне, готовившую юношей к поступлению в военные академии. Когда в том же году Германия напала на Польшу и началась Вторая мировая война, Олдс попытался вступить в ряды Королевских ВВС Канады, однако отец не дал на это своего разрешения (которое требовалось, несмотря на то, что Олдс завысил свой возраст и сказал, что ему 19).
1 июня 1940 года Робин Олдс был зачислен в Вест-Пойнт. Его учёба должна была закончиться в 1944 году, но в условиях военного времени была введена программа ускоренного обучения, а те курсанты, кто собирался служить в Воздушном корпусе Армии США (предшественник будущих ВВС США), прошли начальную лётную подготовку. 1 июня 1943 года Олдс завершил учёбу в Вест-Пойнте. «Крылышки» лётчика ему вручил лично генерал Генри Арнольд. В академии Олдс продолжал играть в футбол и получил большую известность; в 1985 году он был включён в Зал славы футбола в колледжах.

## Вторая мировая война
После прохождения подготовки лётчика-истребителя лейтенант Олдс был отправлен в 434-ю эскадрилью 479-й истребительной группы. Вместе с авиагруппой в мае 1944 года он прибыл в Великобританию. Олдс летал на тяжёлом двухмоторном истребителе P-38J «Лайтнинг», которому дал название «Scat» (позднее он называл так все свои самолёты). Свои первые победы он одержал 14 августа, сбив сразу два Fw.190 в районе Монмираля. 25 августа он выдержал, возможно, свой тяжелейший бой. В тот день он был командиром звена, осуществлявшего очистку воздушного пространства перед налётом американских бомбардировщиков в районе Берлина. Звено Олдса встретилось с группой из 55 немецких Bf.109. Увидев эту армаду, два пилота покинули строй и повернули домой. Олдс со своим ведомым вступил в бой, в котором, несмотря на 27-кратное численное превосходство противника, одержал три воздушные победы. Его P-38 был тяжело повреждён, но Олдс сумел вернуться на базу, получив в этот день формальный статус аса.
В сентябре авиагруппа Олдса получила на вооружение истребители P-51D «Мустанг». Первую победу на новом самолёте Олдс одержал 6 октября, после чего не увеличивал свой счёт до февраля следующего года. В конце войны, в апреле 1945 года, он участвовал в налётах на немецкие аэродромы, уничтожив несколько самолётов противника на стоянках. Хотя уничтожение вражеских самолётов на земле представляется довольно лёгким делом, Олдс вспоминал, что в действительности это были очень опасные задания. Так, во время налёта на аэродром Тарневиц боевые заходы сделали пять «Мустангов»; из них на базу вернулся только подбитый самолёт Олдса.
Майор Олдс закончил войну командиром эскадрильи, имея на своём счету 12 подтверждённых и 1 неподтверждённую воздушные победы, а также 11,5 самолётов противника, уничтоженных на земле.
Воздушные победы Робина Олдса во Второй мировой войне:
- 14 августа 1944 — 2 Fw.190
- 25 августа 1944 — 3 Bf.109
- 6 октября 1944 — 1
- 9 февраля 1945 — 1 Bf.109
- 14 февраля 1945 — 2 Fw.190, 1 Bf.109 (засчитаны только Fw.190)
- 19 марта 1945 — 1 Fw.190, 1 Bf.109
- 7 апреля 1945 — 1 Bf.109

## Между войнами
С февраля 1946 года Олдс служил в 412-й истребительной группе, базировавшейся в Калифорнии и вооружённой реактивными истребителями P-80 «Шутинг Стар». В это время он вместе с другим асом минувшей войны подполковником Джоном Хербстом основал группу высшего пилотажа — по сути, первую в американских ВВС, предшественницу знаменитых «Буревестников». В 1948 году Олдс по программе обмена был отправлен в британские Королевские ВВС, где летал на «Метеорах» и даже стал командиром эскадрильи № 1. После возвращения в США его назначили в 71-ю истребительную эскадрилью, находившуюся в составе Командования ПВО. Из-за этого назначения Олдс пропустил Корейскую войну, несмотря на многочисленные рапорты с просьбой об отправке на театр военных действий.
Наметившиеся карьерные проблемы привели Олдса к мысли об уходе из ВВС. Его наставник генерал Фредерик Смит посоветовал ему остаться. Последующие годы Олдс без особой охоты работал на различных штабных должностях. В 1955 году он наконец вернулся в строевые части и в течение года командовал 86-й группой истребителей-перехватчиков, вооружённой самолётами F-86 «Сейбр» и базировавшейся в Ландштуль, ФРГ. Потом вновь занимал административные и штабные должности, в 1963 году окончил Национальный военный колледж. В 1963—1965 годах командовал 81-м тактическим истребительным крылом (истребители-бомбардировщики F-101 «Вуду») на авиабазе Бентуотерс, Великобритания. Здесь он самовольно организовал группу высшего пилотажа, за что его (по его собственному свидетельству) собирались отдать под трибунал, но в конце концов просто сняли с должности и отправили в Америку.

## Вьетнам

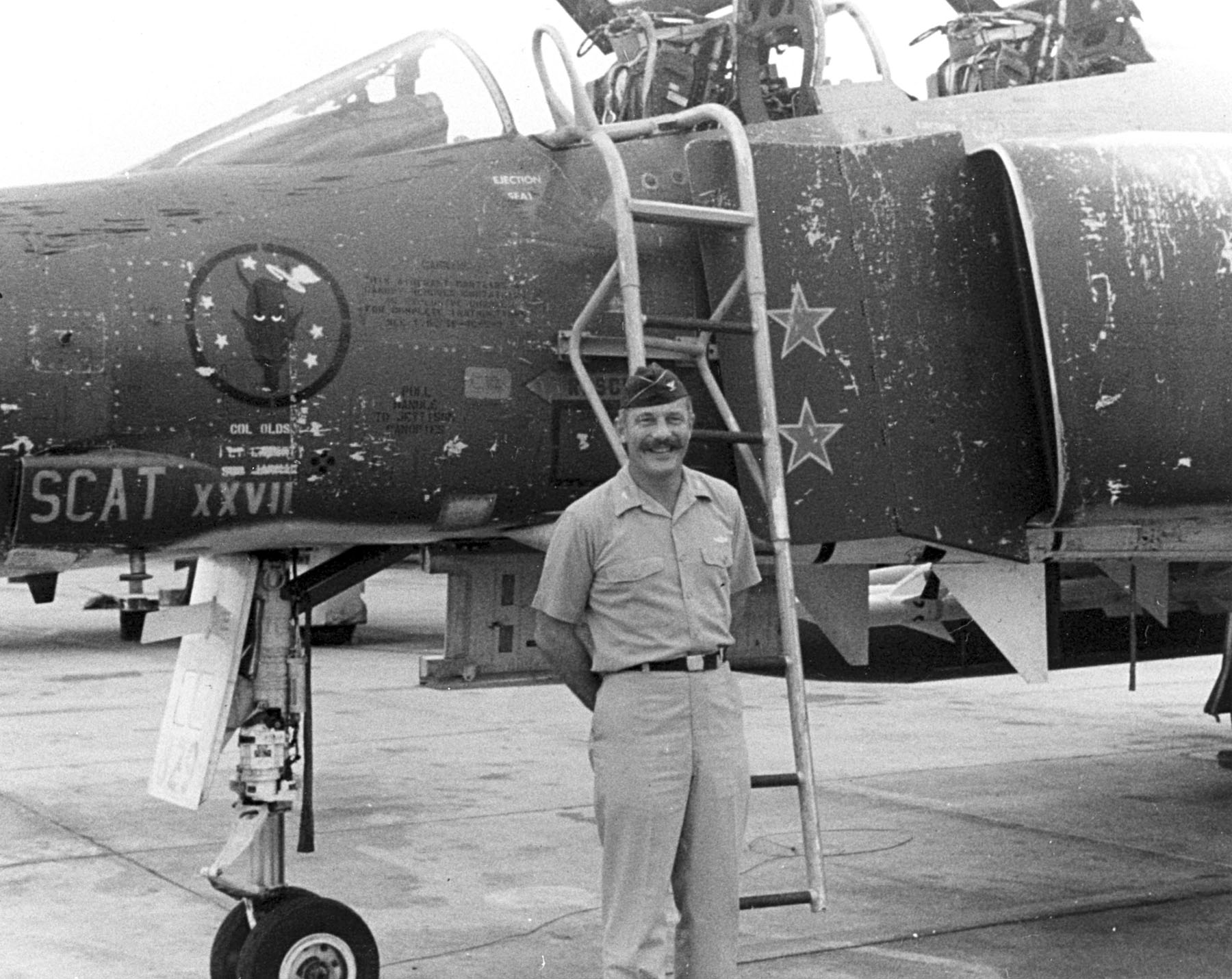
Олдс на фоне своего F-4 с двумя отмеченными воздушными победами

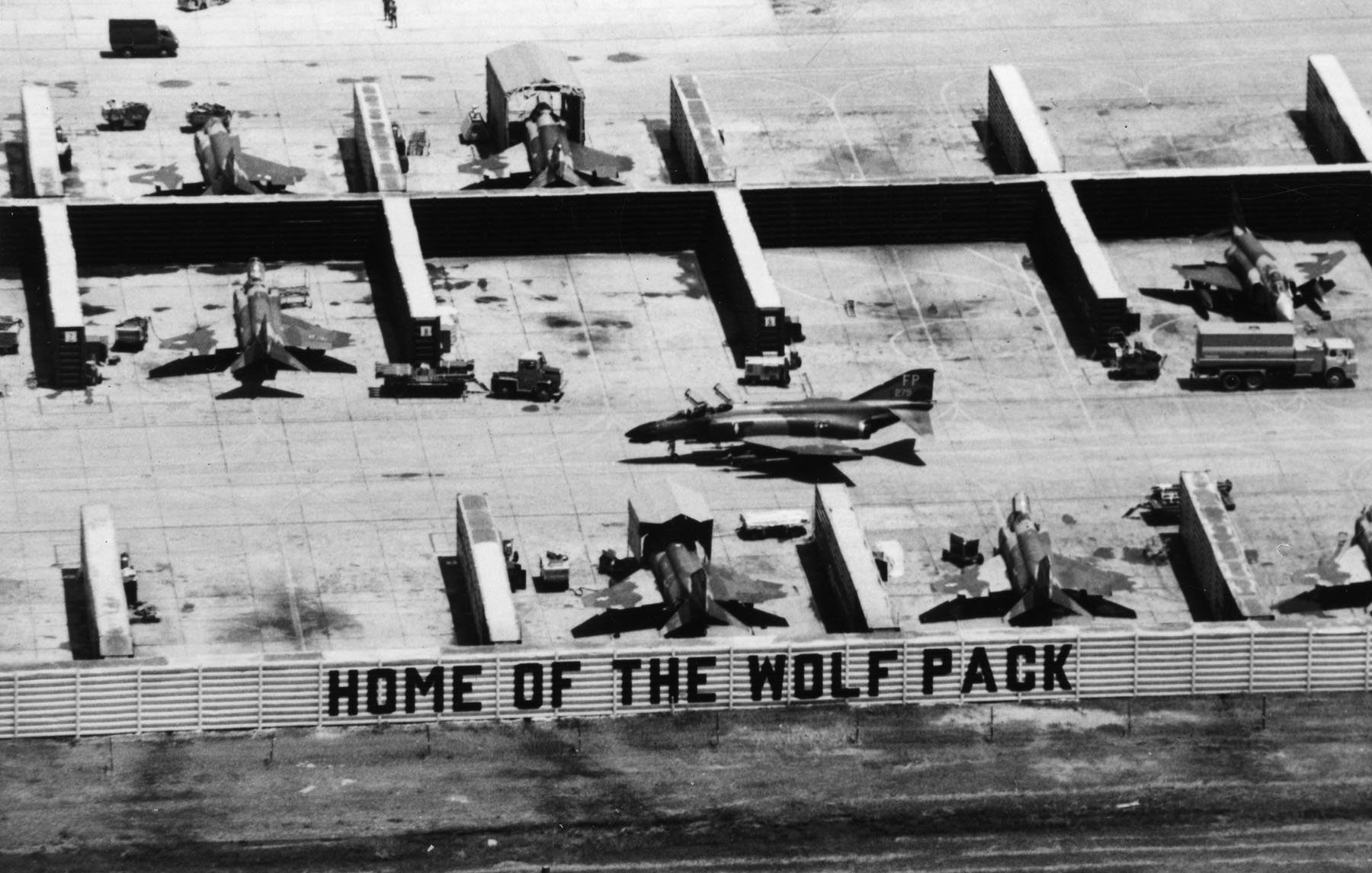
«Дом волчьей стаи» — авиабаза Убон. На долю 8-го тактического истребительного крыла пришлась треть от общего числа воздушных побед, одержанных ВВС США в 1967 году

30 сентября 1966 года полковник Робин Олдс был назначен командиром 8-го тактического истребительного крыла «Волчья стая» (Wolf Pack), базировавшегося в Убоне (Таиланд) и принимавшего участие во Вьетнамской войне.
Прибыв в Убон, Олдс первым делом поместил себя в лётном расписании под командование младших по званию, но имеющих боевой опыт пилотов. Он объяснил им, что они должны передать ему свой опыт, поскольку в дальнейшем он будет ими руководить. Предыдущий командир 8-го крыла за всё время службы выполнил 12 боевых вылетов; Олдс совершал боевые вылеты регулярно, наравне с прочими пилотами.
В конце 1966 года северовьетнамская истребительная авиация резко активизировалась, начав быстро наращивать свой счёт воздушных побед. Олдс выступил с инициативой проведения ответной операции, которую ему и было поручено спланировать. Суть операции «Боло» заключалась в том, что истребители F-4 «Фантом» II должны были сымитировать ударные самолёты F-105 «Тандерчиф», тем самым заманив противника в ловушку. Операция была осуществлена 2 января 1967 года и завершилась разгромом 921-го авиаполка ВВС Северного Вьетнама. В тот день американские пилоты записали на свой счёт семь подтверждённых[кем?] и две предположительные победы над МиГ-21. Вьетнамцы признали потерю лишь пяти самолётов, но обе стороны сходились в том, что в этом бою не был сбит ни один американский самолёт. Робин Олдс лично вёл своих лётчиков в бой и одержал свою первую воздушную победу во Вьетнаме. После потери ещё двух самолётов 6 января ВВС Северного Вьетнама на два месяца почти полностью прекратили боевую активность.
В мае 1967 года Олдс одержал ещё три победы, став самым результативным американским лётчиком-истребителем с начала войны. Он вполне мог сбить ещё один самолёт (считается, что у него было как минимум 10 таких возможностей), но намеренно избегал этого. Ему было известно, что сразу же после пятой победы и получения статуса первого американского аса со времён Кореи его сделают «военным героем» и отправят домой, чтобы не подвергать риску возможной потери. Аналогичная участь постигла Джозефа Макконнела и его соперника «Пита» Фернандеса, которые после достижения статуса «тройных асов» в Корее были сразу отстранены от полётов и отправлены в США. Для Олдса командование авиакрылом, участвующим в боевых действиях, оказалось важнее пятой звёздочки на фюзеляже его «Фантома».
О лётчиках-истребителях Олдс говорил: «Есть пилоты и есть пилоты; у хороших это врождённое. Этому нельзя научить» Он всегда выступал сторонником манёвренного воздушного боя, что в предшествовавшую Вьетнаму эпоху «ракетного помешательства» и переориентирования ВВС на ведение ядерной войны воспринималось прохладно. В 1962 году его командир приказал ему прекратить писать научную работу о важности тактической авиации в войне с применением неядерного оружия. Олдс жаловался, что «Нам не было позволено вести манёвренный воздушный бой. Очень мало внимания уделялось атаке [наземных целей] на бреющем полёте, атаке с пикирования, применению ракет и тому подобным вещам. Это считалось ненужным». В воздушных боях во Вьетнаме Олдс использовал маневрирование в вертикальной плоскости, что не было частым явлением среди американским пилотов того времени. Те, кто видел его во время выполнения боевых заданий, поражались его способности контролировать быстро меняющуюся в воздушном бою обстановку.
Кроме своих достижений в воздухе (включавших Крест ВВС, вторую по значимости награду Военно-воздушных сил, полученный за налёт на мост Поля Думера в Ханое 11 августа 1967 года), Олдс прославился своими пышными усами, ношение которых нарушало устав. Многие пилоты в 8-м крыле тоже стали носить усы, подражая ему. После возвращения домой Олдс был вынужден сбрить усы по личному распоряжению начальника штаба ВВС Джона Макконнела.
Воздушные победы Робина Олдса во Вьетнамской войне:
- 2 января 1967 — 1 МиГ-21 (достоверность этой победы точно неясна, так как не все заявленные США в этот день сбитые самолёты были подтверждены[12])
- 4 мая 1967 — 1 МиГ-21
- 20 мая 1967 — 2 МиГ-17 (потери МиГ-17 в этот день не подтверждаются[12])

## Поздняя карьера

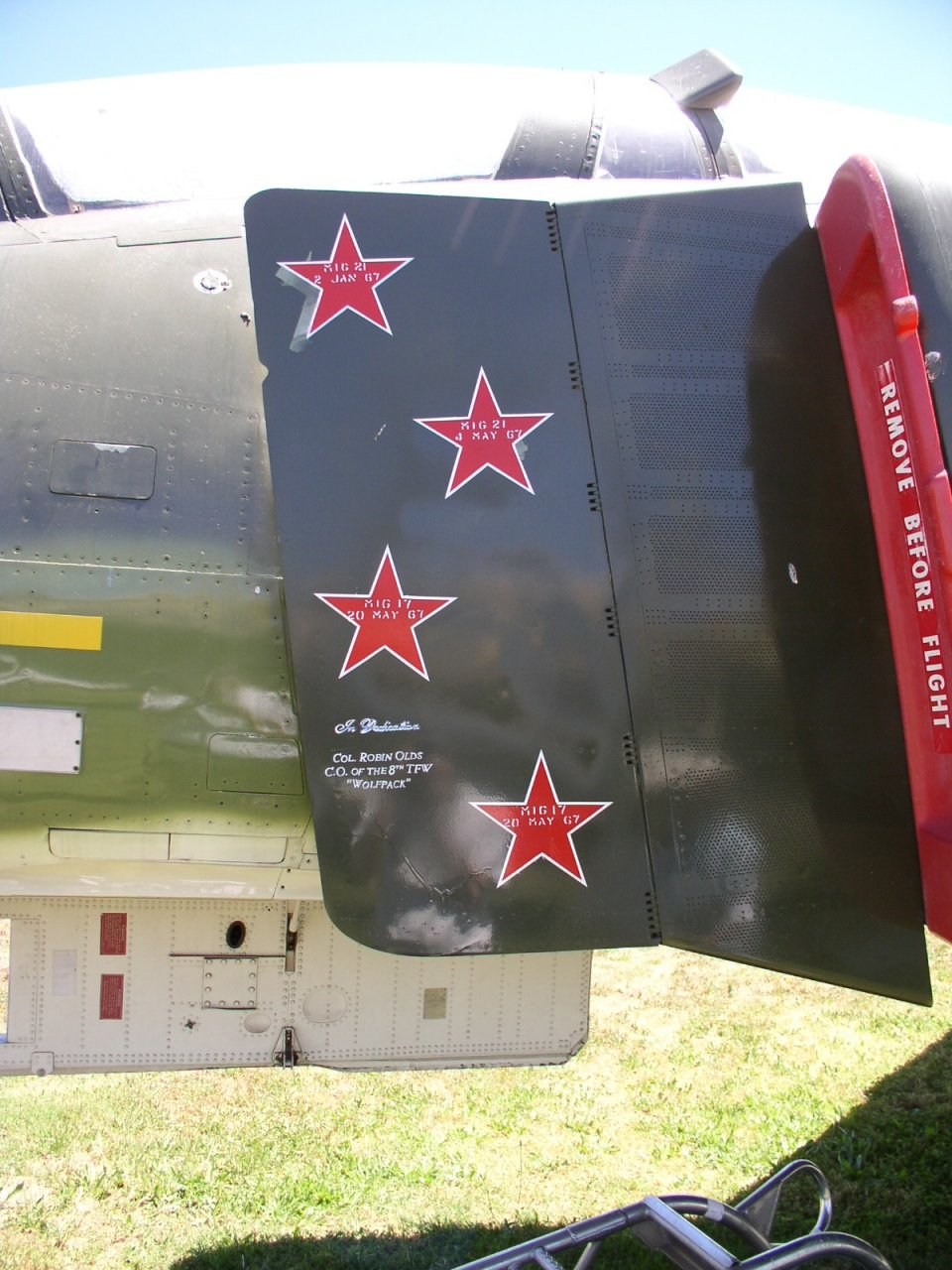
Клин воздухозаборника F-4, на котором летал Олдс, с отметками 4 воздушных побед. Авиационный музей Тихоокеанского побережья

Вернувшись домой в декабре 1967 года, Олдс был назначен начальником Академии ВВС США в Колорадо-Спрингс. В 1968 году он был произведён в бригадные генералы. Последней должностью в ВВС для него стал пост директора аэрокосмической безопасности при Генеральном инспекторе ВВС США, на котором он работал с 1971 года.
Весной 1972 года американская авиация в рамках операции «Лайнбэкер» возобновила наступательные операции против Северного Вьетнама, свёрнутые четыре года назад. В интенсивных воздушных боях пилоты ВМС США, прошедшие подготовку в Школе истребительного вооружения, добились больших успехов, в то время как результаты пилотов ВВС США оставляли желать лучшего. Для выяснения причин этого Олдс был отправлен в инспекционную поездку по американским авиабазам в Таиланде. Проведя инспекцию и заодно самовольно совершив несколько боевых вылетов, он вернулся с мрачными заключениями. Олдс предложил, чтобы его понизили в звании до полковника и назначили на командную должность, чтобы он мог лично заняться изменением ситуации. Ему было отказано.
1 июня 1973 года ушёл в отставку.

## Личная жизнь

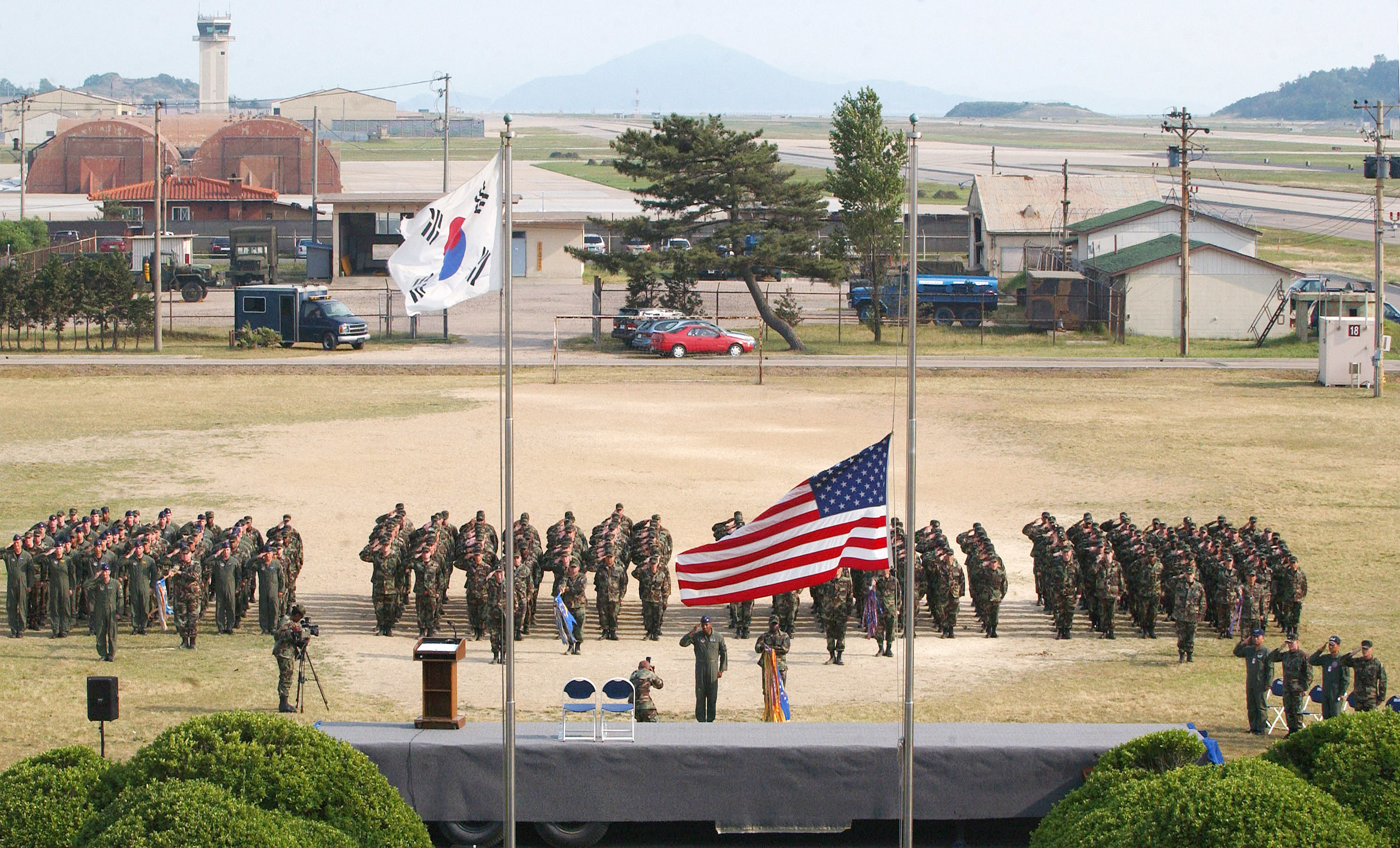
Посвящённая Олдсу мемориальная церемония в 8-м истребительном крыле. Авиабаза Кунсан, Южная Корея, 19 июня 2007 года

Отец Олдса умер в 1943 году, незадолго до его выпуска из Вест-Пойнта. В 1947 году Олдс женился на голливудской актрисе Элле Рейнс. У них было двое детей, в 1976 году они развелись. Второй брак, заключенный в 1978 году с Эбигейл Морган Барнетт, также закончился разводом после 15 лет совместной жизни.
После ухода из ВВС жил в Стимбоут-Спрингс, Колорадо. Он катался на лыжах и работал в городской комиссии по планированию. В эти же годы пристрастился к алкоголю; в июне 2001 года его арестовала полиция за вождение в нетрезвом виде, причём он оказал сопротивление при аресте. Дело закончилось тем, что Олдс был приговорён к выплате штрафа в размере почти 900 долларов, посещению курсов по избавлению от алкогольной зависимости и 72 часам общественных работ.
В марте 2007 года был госпитализирован с осложнением рака простаты. 14 июня он скончался от сердечной недостаточности. Поминальные службы были проведены 30 июня в Академии ВВС США, куда перевезён его прах.

## Фильмы
- Воздушные асы войны (англ. War Heroes of The Skies) - шестисерийный документальный исторический сериал (Канада), 5-я серия, выпущенный в 2012 году. Режиссёры: Найджел Леви, Тим Волочатюк.